# Мамай, Михаил Семёнович
Михаи́л Семёнович Мама́й (1 декабря 1922 года — 11 июля 2009 года) — советский военачальник, генерал-майор.

## Биография
Михаил Семёнович Мамай родился 1 декабря 1922 года в селе Ковпинка Новгород-Северского района Черниговской области. Отец - Семён Мамай был одним из первых председателей колхоза в УССР. Старший брат - Пётр Мамай - был полковником КГБ во Львовской области. Мамай М. С. служил в частях военно-воздушных сил Черноморского и Северного флотов. Занимал должность члена Военного Совета — начальника политотдела военно-воздушных сил Северного флота. В 1975 году выступил с предложением об открытии музея ВВС СФ на территории бывшего военного аэродрома в посёлке Сафоново Мурманской области. Музей был построен в короткие сроки руками авиаторов-североморцев под руководством М. С. Мамая и открыт 20 августа 1976 года.
М. С. Мамай умер 11 июля 2009 года в г. Москве. Похоронен на кладбище д. Остафьево Московской области, рядом с аэропортом Остафьево, на котором базируются части авиации Военно-морского флота Российской Федерации.

## Награды
- Орден Красной Звезды
- Орден Красной Звезды
- Орден «За службу Родине в Вооружённых Силах СССР» III степени
- Медаль «50 лет Победы в Великой Отечественной войне 1941-1945 гг.»
- Медаль Жукова
- Медаль «60 лет Победы в Великой Отечественной войне 1941—1945 гг.»
- Юбилейная медаль «300 лет Российскому флоту»
- Медаль «В память 850-летия Москвы»
- Медаль «За боевые заслуги»
- Медаль «В ознаменование 100-летия со дня рождения Владимира Ильича Ленина»
- Медаль «За отличие в охране государственной границы СССР»
- Медаль «За победу над Германией в Великой Отечественной войне 1941—1945 гг.»
- Медаль «Двадцать лет победы в Великой Отечественной войне 1941—1945 гг.»
- Юбилейная медаль «Тридцать лет Победы в Великой Отечественной войне 1941—1945 гг.»
- Юбилейная медаль «Сорок лет победы в Великой Отечественной войне 1941—1945 гг.»
- Медаль «Ветеран Вооружённых Сил СССР»
- Медаль «30 лет Советской Армии и Флота»
- Медаль «40 лет Вооружённых Сил СССР»
- Медаль «50 лет Вооружённых Сил СССР»
- Медаль «60 лет Вооружённых Сил СССР»
- Медаль «70 лет Вооружённых Сил СССР»
- Медаль «За безупречную службу» I степени
- Медаль «За безупречную службу» II степени
- Медаль «За безупречную службу» III степени